# Lenka Požárová
Lenka Požárová (* 10. dubna 1972, Brno) je česká spisovatelka a autorka kuchařek.

## Život
Lenka Požárová vystudovala střední ekonomickou školu v Brně. Následovalo roční studium německého jazyka, studium na rakouské obchodní akademii a studium Ekonomicko-správní fakulty Masarykovy univerzity v Brně.
Několik let pracovala jako daňový poradce. Po více než pětiletém působení v poradenské kanceláři a prožitém syndromu vyhoření profesi opustila. Vlastním nákladem vydala čtrnáctidílnou edici kuchařek Což takhle dát si.... Ta byla poprvé v české historii oceněna zahraniční cenou Gourmand Cookbook Awards. Její doménou jsou nevšední kombinace surovin. Recepty na zakázku vymýšlela pro známé značky a postupně se začala uplatňovat i jako fotografka svých výtvorů.
Vydala knihu Jak jsem proje(d)la svět, kde shrnula své zážitky z cest, recepty a fotografie. Později vydala román Muž s vůní kávy, žena se špetkou skořice, který obsahuje autobiografické prvky. Následovala Kuchařka z románu s vůní kávy a špetkou skořice, která je proložena fotografiemi z cesty do Střední Ameriky.
Dva roky měla svou rubriku s kulinárními reportážemi a vlastními fotografiemi v IN magazínu Hospodářských novin, přispívala i do dalších časopisů. Odmítla být tváří několika reklam i natočit kulinární show, která měla být kopií zahraniční předlohy.

## Dílo
- 2005–2008 – edice kuchařek Což takhle dát si… s díly Dýně, Špenát, Mrkev, Chřest, Švestky, Fazole, Lilek, Pitíčka, Salát, Banán, Celer, Rajčata, Cukety, Tvaroh
- 2010 – Jak jsem proje(d)la svět (cestopis s recepty a fotografiemi)
- 2014 – Muž s vůní kávy, žena se špetkou skořice (román)
- 2014 – Kuchařka z románu s vůní kávy a špetkou skořice
- 2018 – Rozmačkané ego se slaninou
- 2020 – Londýn prostě žeru